# 762

## Nașteri
- dată necunoscută: Abu Nuwas poet irakian (d. 814)

## Decese
- Li Po, poet chinez (n. 701)
- Vineh, conducător al Primului Imperiu Bulgar, dinastia Vokil (Ukil, Uokil), (n. ?)